# Fathia Youssouf
Pour les articles homonymes, voir Youssouf.
Fathia Youssouf, de son nom complet Fathia Youssouf Abdillahi, est une actrice française, née le 1er août 2006 à Brest.
Sa première prestation, dans le film Mignonnes, lui vaut de remporter le César du meilleur espoir féminin.

## Biographie
Fathia Youssouf est née le 1er août 2006 à Brest d'une mère djiboutienne et d'un père guadeloupéen tous deux ingénieurs.
C'est en répondant à une annonce sur Facebook que Fathia Youssouf est repérée par la directrice de casting Tania Arana. À seulement 11 ans, la réalisatrice Maïmouna Doucouré lui donne le rôle principal de son long métrage Mignonnes. Le premier rôle de Fathia Youssouf est celui d’une fille de 11 ans qui se montre prête à tout pour se sentir intégrée dans une bande de filles. Le film dénonce l'influence des réseaux sociaux sur les pré-adolescentes, et leur hypersexualisation précoce.
Ce long métrage permet à Fathia Youssouf de remporter le César du meilleur espoir féminin 2021.

## Filmographie
Sauf indication contraire, les informations mentionnées dans cette section peuvent être confirmées par les bases de données cinématographiques IMDb et Allociné,  présentes dans la section « Liens externes ».
- 2020 : Mignonnes de Maïmouna Doucouré : Amy
- En production : 111 de Mauro Mueller (en)

## Distinctions
- Classements 2020 du New York Times Magazine : classée 13e meilleure actrice de l'année[5]
- César 2021 : meilleur espoir féminin pour Mignonnes
- Lumières 2021 : nomination comme révélation féminine pour Mignonnes